# Guadalupe (Santa Cruz da Graciosa)
Guadalupe es una freguesia portuguesa perteneciente al municipio de Santa Cruz da Graciosa, situado en la Isla Graciosa, Región Autónoma de Azores. Posee un área de 20,55 km² y una población total de 1 306 habitantes (2001). La densidad poblacional asciende a 63,6 hab/km².
- Datos: Q2359531
- Multimedia: Guadalupe (Santa Cruz da Graciosa) / Q2359531

1. ↑  Worldpostalcodes.org,código postal n.º 9880-021.